# Boråssjön
Boråssjön är en sjö i Vimmerby kommun i Småland och ingår i Marströmmens huvudavrinningsområde. Sjön har en area på 0,0873 kvadratkilometer och ligger 73,1 meter över havet.

## Delavrinningsområde
Boråssjön ingår i det delavrinningsområde (638314-152785) som SMHI kallar för Utloppet av Gissjön. Medelhöjden är 75 meter över havet och ytan är 38,18 kvadratkilometer. Det finns inga avrinningsområden uppströms utan avrinningsområdet är högsta punkten. Gissjöån som avvattnar avrinningsområdet har biflödesordning 2, vilket innebär att vattnet flödar genom totalt 2 vattendrag innan det når havet efter 30 kilometer. Avrinningsområdet består mestadels av skog (67 procent) och jordbruk (14 procent). Avrinningsområdet har 2,58 kvadratkilometer vattenytor vilket ger det en sjöprocent på 6,8 procent.